# Bintang Permata
Bintang Permata is een bestuurslaag in het regentschap Bener Meriah van de provincie Atjeh, Indonesië. Bintang Permata telt 398 inwoners (volkstelling 2010).